# Беле-Кушальське
Беле-Кушальське (рос. Беле-Кушальское) — село в Калінінському районі Тверської області Російської Федерації.
Населення становить 389 осіб. Входить до складу муніципального утворення Славновське сільське поселення.

## Історія
Від 2005 року входить до складу муніципального утворення Славновське сільське поселення.

## Населення
| 1859 | 1886 | 1992 | 2002 | 2010 |
| ---- | ---- | ---- | ---- | ---- |
| 274  | ↗342 | ↗440 | ↘339 | ↗389 |